# Un voyage avec Martin Scorsese à travers le cinéma américain
Pour plus de détails, voir Fiche technique et Distribution.
Un voyage avec Martin Scorsese à travers le cinéma américain (A Personal Journey with Martin Scorsese Through American Movies) est un documentaire américano-britannique de Martin Scorsese et Michael Henry Wilson sorti en 1995.

## Synopsis
Martin Scorsese, célèbre réalisateur américain, énumère les films américains qui l'ont marqué et qui ont influencé son œuvre. Son voyage à travers le cinéma commence au début du siècle pour se terminer en 1969, date de son premier film : Who's That Knocking at My Door.

## Liste des extraits de films

### Première partie
- Les Ensorcelés (1952) de Vincente Minnelli
- Duel au soleil (1946) de King Vidor et William Dieterle
- La Blonde et moi (1956) de Frank Tashlin
- Derrière le miroir (1956) de Nicholas Ray
- Sueurs froides (1958) d'Alfred Hitchcock
- Police spéciale (1964) de Samuel Fuller
- Meurtre sous contrat (1958) d'Irving Lerner
- La Maison rouge (1947) de Delmer Daves
- The Phenix City Story (1955) de Phil Karlson
- Les Voyages de Sullivan (1941) de Preston Sturges
- La Foule (1928) de King Vidor
- La Grande Parade (1925) de King Vidor
- L'Ombre d'un doute (1943) d'Alfred Hitchcock
- Monsieur Smith au Sénat (1939) de Frank Capra

#### Le réalisateur-conteur
Le western
- Le Vol du grand rapide (1903) d'Edwin S. Porter
- Cœur d'apache (1912) de D. W. Griffith
- La Grande Évasion (1941) de Raoul Walsh
- La Fille du désert (1949) de Raoul Walsh
- La Chevauchée fantastique (1939) de John Ford
- La Charge héroïque (1949) de John Ford
- La Prisonnière du désert (1956) de John Ford
- Les Furies (1950) d'Anthony Mann
- L'Appât (1953) d'Anthony Mann
- L'Homme de l'Arizona (1957) de Budd Boetticher
- Le Gaucher (1958) d'Arthur Penn
- Impitoyable (1992) de Clint Eastwood
- Réalisé par John Ford (documentaire, 1971) de Peter Bogdanovich

Le film de gangsters
- L'Ennemi public (1931) de William A. Wellman
- Regeneration (1915), de Raoul Walsh
- Scarface (1932) de Howard Hawks et Richard Rosson
- Les Fantastiques Années 20 (1939) de Raoul Walsh
- L'Homme aux abois (1948) de Byron Haskin.
- L'Enfer de la corruption (1948) d'Abraham Polonsky
- Le Point de non-retour (1967) de John Boorman

La comédie musicale
- Chercheuses d'or de 1935 (1935) de Busby Berkeley
- Chercheuses d'or de 1933 (1933) de Mervyn LeRoy
- 42e Rue (1933) de Lloyd Bacon
- Prologues (1933) de Lloyd Bacon
- Le Chant du Missouri (1944) de Vincente Minnelli
- Il y a de l'amour dans l'air (1949) de Michael Curtiz
  - New York, New York (1977) de Martin Scorsese
- Tous en scène (1953) de Vincente Minnelli
- Une étoile est née (1954) de George Cukor
- Que le spectacle commence (1979) de Bob Fosse

### Deuxième partie

#### Le réalisateur illusioniste
- L'Opérateur (1928) de Buster Keaton
- Naissance d'une nation (1915) de D. W. Griffith
- Le Marathon de la mort (1913) de D. W. Griffith
- Cabiria (1914) de Giovanni Pastrone
- Intolérance (1916) de D. W. Griffith
- Les Dix Commandements (film, 1923) de Cecil B. DeMille
- Samson et Dalila (1949) de Cecil B. DeMille
- Les Dix Commandements (film, 1956) de Cecil B. DeMille
- L'Aurore (1927) de F. W. Murnau
- L'Heure suprême (1927) de Frank Borzage
- Anna Christie (1930) de Clarence Brown
- Son homme (1930) de Tay Garnett
- Big House (1930) de George W. Hill
- Péché mortel (1945) de John M. Stahl
- Johnny Guitare (1954) de Nicholas Ray
- La Tunique (1953) d'Henry Koster
- À l'est d'Éden (1955) d'Elia Kazan
- Comme un torrent (1958) de Vincente Minnelli
- La Terre des pharaons (1955) d'Howard Hawks
- La Chute de l'Empire romain (1964) d'Anthony Mann
- Les Aventures du jeune Indiana Jones (série télévisée, 1992) de George Lucas
- 2001, l'Odyssée de l'espace (1968) de Stanley Kubrick

#### Le réalisateur-contrebandier
- La Féline (1942) de Jacques Tourneur
- Vaudou (1943) de Jacques Tourneur
- Lettre d'une inconnue (1948) de Max Ophüls
- La Rue rouge (1945) de Fritz Lang
- Détour (1945) de Edgar G. Ulmer
- Assurance sur la mort (1944) de Billy Wilder
- Chasse au gang (1954) d'André de Toth
- Outrage (1950) d'Ida Lupino
- Le Démon des armes (1950) de Joseph H. Lewis
- La Brigade du suicide (1947) d'Anthony Mann
- Marché de brutes (1948) d'Anthony Mann
- En quatrième vitesse (1955) de Robert Aldrich

### Troisième partie
- Quatre étranges cavaliers (1954) d'Allan Dwan
- Tout ce que le ciel permet (1955) de Douglas Sirk
- Derrière le miroir (1956) de Nicholas Ray
- Quarante tueurs (1957) de Samuel Fuller
- Le Port de la drogue (1953) de Samuel Fuller
- Shock Corridor (1963) de Samuel Fuller
- Quinze jours ailleurs (1962) de Vincente Minnelli

#### Le réalisateur iconoclaste
- Le Lys brisé (1919) de D. W. Griffith
- La Symphonie nuptiale (1928) de Erich von Stroheim
- Je suis un évadé (1932) de Mervyn LeRoy
- Hell's Highway (1932) de Rowland Brown
- Les Enfants de la crise (1933) de William Wellman
- Héros à vendre (1933) de William Wellman
- L'Impératrice rouge (1934) de Josef von Sternberg
- Citizen Kane (1941) d'Orson Welles
- La Splendeur des Amberson (1942) d'Orson Welles
- Le Dictateur (1940) de Charlie Chaplin
- Un tramway nommé Désir (1951) d'Elia Kazan
- Sur les quais (1954) d'Elia Kazan
- Bronco Apache (1954) de Robert Aldrich
- Graine de violence (1955) de Richard Brooks
- L'Équipée sauvage (1953) de László Benedek
- Tempête à Washington (1962) d'Otto Preminger
- Les Sentiers de la gloire (1957) de Stanley Kubrick
- Je veux vivre ! (1958) de Robert Wise
- L'Homme au bras d'or (1955) d'Otto Preminger
- Le Grand Chantage (1957) d'Alexander Mackendrick
- Un, deux, trois (1961) de Billy Wilder
- Bonnie et Clyde (1967) d'Arthur Penn
- Lolita (1962) de Stanley Kubrick
- Barry Lyndon (1975) de Stanley Kubrick
- Faces (1968) de John Cassavetes
- America, America (1963) de Elia Kazan
- Les Raisins de la colère (1940) de John Ford

## Fiche technique
- Réalisation et scénario : Martin Scorsese et Michael Henry Wilson
- Musique : Elmer Bernstein
- Directeurs de la photographie : Jean-Yves Escoffier, Frances Reid et Nancy Schreiber
- Montage : Kenneth Levis et David Lindblom
- Conception du générique : Saul Bass
- Productrice : Florence Dauman

Producteurs délégués : Bob Last, Colin MacCabe et Dale Ann Stieber
- Production : British Film Institute
- Format : Couleur et noir et blanc
- Dates de sortie[1] :

 Royaume-Uni : 21 mai 1995
 New York : 6 mars 1998

## Distribution
Narrateur
- Martin Scorsese (VF : Philippe Collin)

| Apparitions dans leur propre rôle - Francis Ford Coppola - Brian De Palma - André de Toth - Clint Eastwood - Samuel Fuller - George Lucas - Gregory Peck - Arthur Penn - Billy Wilder | Apparitions dans les images d'archives - Frank Capra - John Cassavetes - John Ford - Howard Hawks - Elia Kazan - Fritz Lang - Nicholas Ray - Douglas Sirk - King Vidor - Orson Welles |